# Горан Петрович
Горан Петрович (на сръбски: Горан Петровић или Goran Petrović) е сръбски писател, сред най-значимите, четени, преиздавани и превеждани съвременни сръбски автори.

## Биография
Следва югославска и сръбска литература във Филологическия факултет на Белградския университет. Работи като библиотекар в селска библиотека, разположена в съседство до манастира Жича. Автор в литературното списание „Повеля“.
На 1 ноември 2012 г. е избран за дописен член на Сръбската академия на науките и изкуствата, а за редовен член – на 8 ноември 2018 г.
Член е на Сръбското дружество на писателите и на Сръбския ПЕН център.
Умира на 26 януари 2024 г.

## Творчество
Книгите му са превеждани на руски, френски, италиански, полски, испански. Творбите му на български са преведени от Жела Георгиева. По романа Обсадата на църквата „Свети Спас“ Кокан Младенович прави сценарий и режисура на пиеса, поставена на сцената на Народния театър в Сомбор.

## Награди
Горан Петрович е носител на няколко награди: стипендията на фондация „Борислав Пекич“, награда „Просвета“, наградата на името на Меша Селимович, награда на Народната библиотека на Република Сърбия за най-четена книга през годината, награда „Златен бестселър“, НИН-ова награда за романа Магазинчето „Сполука“ (2000), наградата на името на Борислав Станкович, октомврийската награда на град Кралево.